# Renate Jaeger
Renate Jaeger (Darmstadt, 30 décembre 1940) est une avocate et juge allemande. 

## Biographie
Elle a siégé à la Cour européenne des droits de l'homme jusqu'à sont décès le 31 octobre 2004